# Biomphalaria barthi
Biomphalaria barthi és una espècie de mol·lusc gastròpode d'aigua dolça de la família Planorbidae.

## Descripció
- Mides: 4 x 11 mm.[2]

## Hàbitat
Viu a l'aigua dolça.

## Distribució geogràfica
És un endemisme d'Etiòpia.